# 이승민 (1993년)
이승민(1993년 5월 26일 ~ )은 대한민국의 아리랑 TV의 기상캐스터로 활동하고 있다.

## 학력
- 서던캘리포니아 대학교 경영학과
- 카네기멜런 대학교
- Tabor Academy

## 경력
- 아리랑 TV 뉴스 기상캐스터